# Sherry Alberoni
Sherry Alberoni (Cleveland, 4 dicembre 1946) è un'attrice statunitense.
La Alberoni ha iniziato la propria carriera nello show settimanale della ABC intitolato The Mickey Mouse Club, dove era una dei 4 Mouseketeer.
In seguito è diventata una doppiatrice per la Hanna-Barbera Productions, oltre a dare voce a cartoni animati di vario genere nelle serie Scooby-Doo, Where Are You! ed i cartoni animati Jeannie.
In particolare, Sherry Alberoni è nota per le voci della ragazza ricca e molesta Alexandra Cabot della serie Josie and the Pussycats e Wendi il "supereroe in addestramento'" nella serie Super Hero.
Nel 1971 è apparsa accanto a Patty Andrews nel musical degli Sherman Brothers Victory Canteen.
È sposata con il Dr. Richard Van Meter.

## Filmografia parziale

### Cinema
- Gianni e Pinotto banditi col botto (Dance with Me, Henry), regia di Charles Barton (1956)
- Pagare o morire (Pay or Die), regia di Richard Wilson (1960)
- I viaggi di Gulliver (The 3 Worlds of Gulliver), regia di Jack Sher (1960)
- Mister Hobbs va in vacanza (Mr. Hobbs Takes a Vacation), regia di Henry Koster (1962)
- Cyborg anno 2087 metà uomo metà macchina... programmato per uccidere (Cyborg 2087), regia di Franklin Adreon (1966)

### Televisione
- La famiglia Potter (The Tom Ewell Show) – serie TV, 30 episodi (1960-1961)
- Ripcord – serie TV, episodio 2x10 (1963)
- Io e i miei tre figli (My Three Sons) – serie TV, episodi 6x18-7x11-11x24 (1966-1971)
- Tre nipoti e un maggiordomo (Family Affair) – serie TV, 9 episodi (1966-1969)
- Josie e le Pussycats (Josie and the Pussycats) – serie animata (1970-1971) - voce